# Lipec
Lipec é uma comuna checa localizada na região da Boêmia Central, distrito de Kolín.